# Université pédagogique et technologique de Colombie
L'université pédagogique et technologique de Colombie (en espagnol : Universidad Pedagógica y Tecnológica de Colombia), parfois appelée  UPTC est une université publique colombienne spécialisée dans le domaine de l'enseignement et des sciences. Elle est créée officiellement en 1953 comme « Université Pédagogique de Colombie » à la suite de la fusion de la faculté d'éducation de l'École Normale Supérieure Masculine, fondée en 1872 et de la faculté féminine d'éducation de Bogota. Elle changea son nom en 1960 lors de la création des facultés d'agriculture et d'ingénierie. Bien que multi-localisée, le siège administratif de l'université est localisé sur le campus central à Tunja. Avec 4 campus dans le département de Boyacá, six centres d'enseignement à distance et 21 centres régionaux dans 7 departements, elle devint la quatrième université du pays par nombre d'étudiants (28 000 en 2014). L'université propose 67 programmes de formation de deuxième cycle dont 15 d'enseignement à distance, et 23 programmes formation de troisième cycle.

## Historique

### Création de l'université

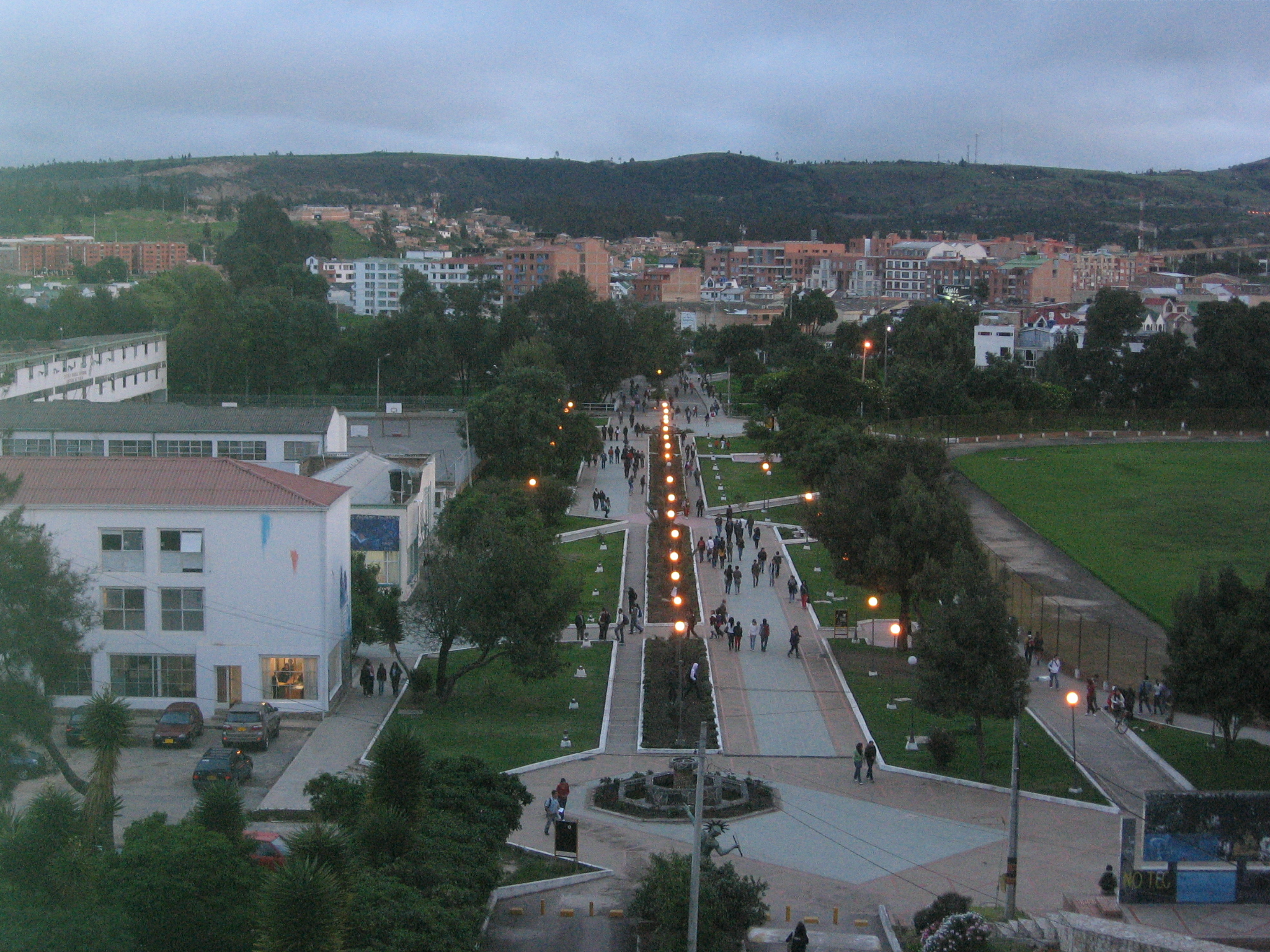
Domaine Central, Tunja

L'université pédagogique et technologique de Colombie est créée par décret en octobre 1953. Elle rassemble en quelques années plusieurs entités à Tunja : l'ancien Hôpital San Rafael - aujourd'hui accueillant la Faculté de Santé- , le Campus Central par les facultés de pédagogie (1930), d'ingénierie (1964) de sciences et d'économie (1980) sur les anciens bâtiments de l'École Normal National Masculine et l'école de musique. Trois autres facultés furent créées dans d'autres villes importantes du département, notamment Sogamoso, Duitama et Chiquinquirá. Et finalement, dans le cadre du programme de développement de l'enseignement supérieur en Colombie, l'université rattache des centres régionaux d'enseignement dans les villes des départements de Boyacá, Santander, Cundinamarca, la région des Llanos et l'Amazone. À partir de 2010, elle compte aussi les installations de l'Alliance Française à Tunja.

## Composantes

### Facultés du Domaine Central
- Faculté de Sciences
- Faculté d'Agronomie et de Zootechnie
- Faculté de Droit et des Sciences Sociales
- Faculté d'Éducation
- Faculté de Santé
- Faculté d´Économie et de Management
- Faculté d'Ingénierie
- Faculté d’Enseignement Supérieur Libre et à Distance (FESAD)

### Autres Campus
- Campus de Duitama
- Campus de Sogamoso
- Campus de Chiquinquirá
- Campus de Bogota

### Enseignement
Elle accueille chaque année presque 28 000 étudiants dont plus de 80 % sont inscrits en deuxième cycle dans la filière professionnalisée : Pregrado Presencial équivalent à une licence en France. La plupart des parcours sont certifiés de haute qualité par le ministère d’Éducation Nationale. Les cours sont dispensés sous trois modalités différentes : Journée, Soirée (entre 18h et 22h) et à Distance (plusieurs soirées dans la semaine plus le samedi toute la journée).
Les parcours ont une durée de 5 ans (6 ans dans la modalité Soirée) pour obtenir le diplôme de deuxième cycle (Pregrado), qui permettent de suivre des études de troisième cycle (master et doctorat) tandis que les parcours à distance donnent lieu à des diplômes universitaires technologiques. L'offre de parcours pour la faculté d'Éducation est la plus large et complète avec des programmes de licence enseignement en 12 domaines différents.

### Relations internationales
L'UPTC développe une politique de relations internationales et de mobilité étudiante et enseignante en Amérique latine et Europe, notamment au Venezuela, au Mexique, en France et en Allemagne. La plupart des étudiants étrangers viennent dans le cadre d'un programme d'échanges, notamment pour des séjours linguistiques.